# ラジカントロプスNEXT
ラジカントロプスNEXT（ラジカントロプスネクスト）は、アール・エフ・ラジオ日本で放送されていたラジオ番組である。

## 概要
ラジオ日本では、2015年3月23日まで、著名人が週替わりでパーソナリティを務める「ラジカントロプス2.0」を放送していたが、その後継番組として、2015年3月30日放送開始。
これからの才能を発掘するという趣旨で、パーソナリティは月替わりで担当。Podcastで配信も行っていた。
2016年1月より、時間変更および1時間番組に拡大するとともに、「ラジオ日本NEXT」枠で放送されていた「佐武宇綺の宇宙を綺麗にするラジオ」が内包された。

## 放送時間
- 2015年3月30日 - 2015年12月28日 毎週月曜日27:30 - 28:00（火曜日3:30 - 4:00）
- 2016年1月4日 - 9月26日 毎週月曜日26:00 - 27:00（火曜日2:00 - 3:00）

## パーソナリティ・番組名
| 放送日                    | 回 | 番組名                                                     | パーソナリティ           | 備考 |
| ------------------------- | -- | ---------------------------------------------------------- | ------------------------ | --- |
| 2015年03月30日 - 04月27日 | 05 | 百瀬美鈴がアイドルを語る みっすーImpossible                | 百瀬美鈴                 | |
| 2015年05月04日 - 05月25日 | 04 | 佐藤麗奈のそれなさとれなラジオ                             | 佐藤麗奈                 | |
| 2015年06月01日 - 06月29日 | 05 | paletのEternal Memories                                    | palet                    | 6月1日：君島光輝、平口みゆき、武田紗季 6月8日：藤本結衣、君島光輝 6月15日：藤本結衣、君島光輝、平口みゆき 6月22日：藤本結衣、平口みゆき 6月29日：井草里桜菜、中野佑美                                |
| 2015年07月06日 - 07月27日 | 04 | STARMARIIE高森紫乃のグッモーニンッ!! タカモリSHOW          | 高森紫乃（STARMARIE）    | |
| 2015年08月03日 - 08月31日 | 05 | ロリィタ族。の元カレ全員あるある                           | ロリィタ族。             | |
| 2015年09月07日 - 09月28日 | 04 | palet藤本結衣の4つの挑戦                                   | 藤本結衣（palet）        | 藤本自身がラジオ日本に直談判して勝ち取った |
| 2015年10月05日 - 10月26日 | 04 | アイドルネッサンスの1ヶ月 トークに磨きをかけルネッサンス!! | アイドルネッサンス       | 「1ami9LIVE! #002」のカラオケイントロバトル優勝特典 10月5日：南端まいな、石野理子、比嘉奈菜子、宮本茉凜 10月12日：石野理子、南端まいな 10月19日：比嘉奈菜子、百岡古宵 10月26日：比嘉奈菜子、宮本茉凜 |
| 2015年11月02日 - 11月30日 | 05 | 小池美由 小池のラジオ                                      | 小池美由                 | |
| 2015年12月07日 - 12月28日 | 04 | 山口めろんのアイドルだって人間だもん!                      | 山口めろん               | |
| 2016年01月04日 - 09月26日 | 39 | 佐武宇綺の宇宙を綺麗にするラジオ                           | 佐武宇綺（9nine）        | 第1部（月曜26:00 - 26:20） |
| 2016年01月04日 - 01月25日 | 04 | ロリィタ族。の元カレ全員あるある                           | ロリィタ族。             | |
| 2016年02月01日 - 02月29日 | 05 | ヴェートーベンの初キッスはうがい薬の味                     | ヴェートーベン           | |
| 2016年03月07日            | 01 | ロリィタ族。の元カレ全員あるある                           | ロリィタ族。             | 「ロリィタ族。の元カレ全員芸人あるあるLIVE」（2月27日、ラジオ日本本社1Fカフェラジアンヌ）の模様を放送                                                                                                |
| 2016年03月14日            | 01 | 小池と遊ぼう                                               | 小池美由                 | 「バラエティクラブ〜小池と遊ぼう」（3月5日、TOKYO FM HALL）の模様を放送 |
| 2016年03月21日            | 01 | さんみゅ～スペシャル                                       | さんみゅ〜               | |
| 2016年03月28日            | 01 | DJクロちゃんのラジオ日本NEXT サーキット ONE特集            | クロちゃん               | |
| 2016年04月04日 - 04月25日 | 04 | つりビットの4月はラジオの前のあなたを釣り上げます          | つりビット               | 4月4・11日：竹内夏紀、小西杏優 4月18日：安藤咲桜・聞間彩・竹内夏紀 4月25日：長谷川瑞・聞間彩・小西杏優                                                                                               |
| 2016年05月02日 - 05月30日 | 05 | ロリィタ族。の元カレ全員あるある                           | ロリィタ族。             | 2016年6月以降Podcastで継続 |
| 2016年06月06日 - 06月13日 | 02 | 大阪☆春夏秋冬スペシャル                                    | 大阪☆春夏秋冬            | |
| 2016年06月20日 - 06月27日 | 02 | iDOL Streetスペシャル                                      | iDOL Street              | 6月20日：志村理佳（SUPER☆GiRLS） 6月27日：宮崎理奈・渡邉幸愛（SUPER☆GiRLS） |
| 2016年07月04日 - 07月25日 | 04 | パンダみっくラジオ                                         | パンダみっく、石川ことみ | |
| 2016年08月01日 - 09月26日 | 09 | マジカル・パンチラインのマジラジ                           | マジカル・パンチライン   | 出演メンバーはリンク先参照 2016年10月よりラジオ日本NEXT枠でレギュラー化 |